# Hallandske Motiver
Hallandske Motiver er en dansk stum kortfilm fra 1916. Filmens instruktør er ukendt.
Den fem minutter lange film viser nogle kvinder, der vasker tøj udendørs i stort åbent kar. Dernæst klipper filmen til et vandløb, til mænd der skor heste, diverse andre scenerier og til sidst hestevogne, der kører over en stenbro. 
Filmen er sandsynligvis filmet i Halland i Sverige.